# Mucropetraliella neozelanica
Mucropetraliella neozelanica is een mosdiertjessoort uit de familie van de Petraliellidae. De wetenschappelijke naam van de soort is voor het eerst geldig gepubliceerd in 1929 door Livingstone.